# Sant Miquel de Cervià de les Garrigues
Sant Miquel de Cervià de les Garrigues és una església del municipi de Cervià de les Garrigues (Garrigues) inclosa en l'Inventari del Patrimoni Arquitectònic de Catalunya.

## Descripció
L'església de Sant Miquel Arcàngel és de planta de creu llatina amb un transsepte poc pronunciat. Té una àmplia nau i capelles als laterals; entre els contraforts hi ha òculs.
No té cimbori, però s'ha falsejat mitjançant pintures on hi ha representats el tetramorf. L'absis, de forma semicircular i lleugerament desplaçat a l'esquerra, està presidit per l'altar major amb un retaule de l'arcàngel. Està tot cobert amb volta de canó i els elements suportants són grans pilars. Als peus de l'església hi ha el campanar. És de planta hexagonal, amb tres cossos de vuit costats i un coronament punxegut.
La façana es caracteritza per la seva sobrietat i senzillesa. En destaca la portalada, d'estil neoclàssic, composta per un frontó triangular damunt d'un entaulament que reposa sobre dues pilastres. La porta pròpiament dita és d'arc de mig punt i s'hi accedeix per una petita escalinata. Al damunt del frontó hi ha un petit rosetó i als costats de la portalada dos arcs de mig punt cecs que li fan d'emmarcament. El coronament de l'església està format per una cornisa mixtilínia. Es tracta d'un conjunt esvelt que tendeix a la verticalitat.

## Història
L'església de Sant Miquel Arcàngel fou edificada de nou al segle xviii, entre 1700 i 1812, al mateix lloc on hi havia hagut una petita església d'estil romànic de transició al gòtic, sota l'advocació de Santa Maria i Sant Miquel. Com en el cas de l'Albi s'integrà a l'arxidiòcesi de Tarragona a la que encara pertany en l'actualitat. No tenim pràcticament notícies documentals de la primera església. El que sí que sabem és que la titularitat canvia en algun moment durant la segona meitat del segle xviii.
Posteriorment s'engrandí gràcies a les aportacions de tot el poble que van col·laborar amb part de la collita de blat, oli i vi. Les obres foren encarregades a Francisco Orobitg i el seu hereu Antonio Orobitg, mestres de cases de Cervera. Aquesta primera fase d'obres fou beneïda el 1837 però les obres no s'acabaren fins al 1842. Els altars eren tots del segle xix però no es conserven, ja que el 1936 amb l'esclat de la guerra civil, foren cremats.